# Нечаевка (Никольский район)
Неча́евка — село Никольского района Пензенской области России. Входит в состав Ильминского сельсовета.

## География
Находится на реке Катим в 4 км к востоку от села Ильмино и в 24 км к северо-западу от Никольска. На восточной окраине села есть пруд.

## История
Входило в состав Ильминской волости Городищенского уезда. Около 1860 года в село были переведены крестьяне деревни Прутки.

## Население
| 1864 | 1877  | 1897  | 1911  | 1926  | 1930  | 1939  |
| ---- | ----- | ----- | ----- | ----- | ----- | ----- |
| 886  | ↗1062 | ↗1128 | ↗1294 | ↘1152 | ↗1196 | ↘1093 |
| 1959 | 1979  | 1989  | 1996  | 2002  | 2010  |       |
| ↘472 | ↘290  | ↘98   | ↘69   | ↘42   | ↘18   |       |

## Инфраструктура
Личное подсобное хозяйство. В 1955 г. — центральная усадьба колхоза имени Молотова.
Церковь Архангела Михаила. В 1887 г. построена деревянная церковь во имя Михаила Архангела, в 1894 г. при ней работала церковноприходская школа.

## Транспорт
Просёлочные дороги. В 12 км к северу от села находится железнодорожная станция Сура на линии Рязань — Инза.